# Ziziphus subquinquenervia
Ziziphus subquinquenervia är en brakvedsväxtart som beskrevs av Friedrich Anton Wilhelm Miquel. Ziziphus subquinquenervia ingår i släktet Ziziphus och familjen brakvedsväxter. Inga underarter finns listade i Catalogue of Life.